# Mubarakpur
Mubarakpur (hindi मुबारकपुर) – miasto w północnych Indiach w stanie Uttar Pradesh, na Nizinie Hindustańskiej.
Populacja miasta w 2001 roku wynosiła 51 080 mieszkańców.